# Жумат, Даурен Азаматулы
Даурен Азаматулы Жумат (каз. Дәурен Азаматұлы Жұмат; род. 2 марта 1999, Таласский район, Жамбылская область) — казахстанский футболист, полузащитник клуба «Окжетпес» и сборной Казахстана.

## Клубная карьера
Футбольную карьеру начинал в 2018 году в составе клуба «Тараз М» во второй лиге. 9 октября 2022 года в матче против клуба «Кызыл-Жар» дебютировал в казахстанской Премьер-лиге (0:0).

## Карьера в сборной
6 июня 2025 года дебютировал за сборную Казахстана, в матче против сборной Беларуси (1:4).

## Достижения
«Окжетпес»
- Чемпион первой лиги: 2024

## Статистика выступлений

### Клубная карьера
| Клуб                 | Сезон                | Лига | Лига | Кубки | Кубки | Еврокубки | Еврокубки | Итого | Итого |
| Клуб                 | Сезон                | Игры | Голы | Игры  | Голы  | Игры      | Голы      | Игры  | Голы  |
| -------------------- | -------------------- | ---- | ---- | ----- | ----- | --------- | --------- | ----- | ----- |
| Тараз М              | 2018                 | 39   | 6    | —     | —     | —         | —         | 39    | 6     |
| Тараз М              | 2019                 | 29   | 5    | —     | —     | —         | —         | 29    | 5     |
| Тараз М              | Итого                | 68   | 11   | —     | —     | —         | —         | 68    | 11    |
| Мактаарал            | 2020                 | 5    | 0    | —     | —     | —         | —         | 5     | 0     |
| Мактаарал            | Итого                | 5    | 0    | —     | —     | —         | —         | 5     | 0     |
| Тараз                | 2022                 | 5    | 0    | 2     | 1     | —         | —         | 7     | 1     |
| Тараз                | Итого                | 5    | 0    | 2     | 1     | —         | —         | 7     | 1     |
| → Тараз М            | 2021                 | 2    | 1    | —     | —     | —         | —         | 2     | 1     |
| → Тараз М            | Итого                | 2    | 1    | —     | —     | —         | —         | 2     | 1     |
| Всего за «Тараз М»   | Всего за «Тараз М»   | 70   | 12   | —     | —     | —         | —         | 70    | 12    |
| → Тараз-Каратау      | 2021                 | 21   | 4    | —     | —     | —         | —         | 21    | 4     |
| → Тараз-Каратау      | 2022                 | 19   | 5    | —     | —     | —         | —         | 19    | 5     |
| → Тараз-Каратау      | Итого                | 40   | 9    | —     | —     | —         | —         | 40    | 9     |
| Мактаарал            | 2023                 | 3    | 0    | 1     | 0     | —         | —         | 4     | 0     |
| Мактаарал            | Итого                | 3    | 0    | 1     | 0     | —         | —         | 4     | 0     |
| Всего за «Мактаарал» | Всего за «Мактаарал» | 8    | 0    | 1     | 0     | —         | —         | 9     | 0     |
| → Мактаарал М        | 2023                 | 2    | 0    | —     | —     | —         | —         | 2     | 0     |
| → Мактаарал М        | Итого                | 2    | 0    | —     | —     | —         | —         | 2     | 0     |
| → Окжетпес           | 2023                 | 9    | 1    | —     | —     | —         | —         | 9     | 1     |
| → Окжетпес           | Итого                | 9    | 1    | —     | —     | —         | —         | 9     | 1     |
| Окжетпес             | 2024                 | 29   | 8    | 3     | 0     | —         | —         | 32    | 8     |
| Окжетпес             | 2025                 | 11   | 7    | 1     | 0     | —         | —         | 12    | 7     |
| Окжетпес             | Итого                | 40   | 15   | 4     | 0     | —         | —         | 44    | 15    |
| Всего за «Окжетпес»  | Всего за «Окжетпес»  | 49   | 16   | 4     | 0     | —         | —         | 53    | 16    |
| Всего за карьеру     | Всего за карьеру     | 174  | 37   | 7     | 1     | —         | —         | 181   | 38    |

### Выступления за сборную
| Сборная   | Год   | Отборочные матчи ЧМ | Отборочные матчи ЧМ | Отборочные матчи ЧЕ | Отборочные матчи ЧЕ | Лига наций УЕФА | Лига наций УЕФА | Товарищеские матчи | Товарищеские матчи | Итого | Итого |
| Сборная   | Год   | Игры                | Голы                | Игры                | Голы                | Игры            | Голы            | Игры               | Голы               | Игры  | Голы  |
| --------- | ----- | ------------------- | ------------------- | ------------------- | ------------------- | --------------- | --------------- | ------------------ | ------------------ | ----- | ----- |
| Казахстан | 2025  | −                   | −                   | −                   | −                   | −               | −               | 1                  | 0                  | 1     | 0     |
| Итого     | Итого | −                   | −                   | −                   | −                   | −               | −               | 1                  | 0                  | 1     | 0     |